# Andrea Vergani
Andrea Vergani, född 15 juni 1997 i Milano, är en italiensk simmare.

## Karriär
I juni 2018 tävlade Vergani vid Medelhavsspelen i Tarragona, där han slutade på fjärde plats på 50 meter frisim, femte plats på 50 meter fjärilsim samt var en del av Italiens kapplag som blev diskvalificerade på 4×100 meter frisim. I augusti 2018 vid EM i Glasgow tog Vergani brons på 50 meter frisim. I semifinalen noterade han dessutom ett nytt italienskt rekord på tiden 21,37 sekunder, vilket var en förbättring med 27 hundradelar från Marco Orsis tidigare rekord. I december 2018 vid kortbane-VM i Hangzhou var Vergani en del av Italiens kapplag tillsammans Santo Condorelli, Lorenzo Zazzeri och Alessandro Miressi som tog brons och noterade ett nytt italienskt rekord på 4×50 meter frisim.
I april 2019 testade Vergani positivt för ämnet THC under en dopningskontroll utförd av Nado Italia. Efter dopningskontrollen stängdes han som en försiktighetsåtgärd tills vidare av från tävlingssimning. Den 6 juni 2019 dömdes Vergani till en tre månaders avstängning från tävlingssimning, som dock började gälla den 19 april då första avstängningen verkställdes.

## Nationella rekord
Vergani innehar två italienska rekord.
- 50 meter frisim (långbana): 21,37 ( Glasgow, 8 augusti 2018)
- 4×50 meter frisim (kortbana): 1.22,90 ( Hangzhou, 14 december 2018) (Santo Condorelli (21,27), Andrea Vergani (20,44), Lorenzo Zazzeri (20,57), Alessandro Miressi (20,62))